# Gondvana
Gondvana (izvorno Gondwanaland) je bila južna velecelina, ki je vsebovala večino ozemlja današnjih kontinentov južne poloble, vključujoč Antarktiko, Južno Ameriko, Afriko, Madagaskar, Arabski polotok, Avstralijo-Novo Gvinejo in Novo Zelandijo, prav tako tudi Indijo, ki je danes del severne hemisfere. 
Gondvana je nastala po razločitvi od praceline Pangeje v začetnem obdobju jure pred okrog 200 milijoni let. Ostali kontinenti, Severna Amerika in Evrazija so bili v tem času še spojeni in so tvorili severno velecelino, Lavrazijo.
Čeprav se je središče Gondvane nahajalo na področju današnje Antarktike (na samem jugu Zemlje), je bilo podnebje zmerno. V času mezozoika so bile povprečne globalne temperature višje od današnjih. Gondvana je bila milijone let dom mnogim rastlinskim in živalskim vrstam.
Velecelina se je pričela razdeljevati v pozni juri pred okrog 160 milijoni let, ko se je odcepila Afrika in se počasi oddaljevala na sever. Naslednji ogromni blok, ki se je odcepil, je bila Indija (v zgodnji kredi, pred 125 milijoni let). Nova Zelandija se je odlomila pred okrog 80 milijoni let, samo 15 milijonov let pred masovnim izumrtjem na meji med kredo in terciarjem, ki je izbrisalo okrog 50 % vseh bioloških vrst na planetu (med katerimi so najbolj poznani dinozavri).
Med terciarjem (obdobje razvoja sesalcev) se je kontinent Avstralija-Nova Gvineja začel postopno oddaljevati in se pomikati severneje (pred 55 milijoni let), hkrati pa se je rotiral okrog svoje osi in s tem za nekaj časa ohranjal vez z Gondvano. 
Pred okrog 45 milijoni let se je Indijska podcelina dotaknila Azije in z narivanjem na azijsko ploščo pričela formirati Himalajsko gorstvo. V približno enakem času se je najjužnejši del Avstralije (današnja Tasmanija) končno oddvojil od današnje Antarktike in prvič omogočil pretok oceanskih tokov med kontinentoma. To je povzročilo podnebne spremembe, ki so se začele kazati v obliki suše in znižanja temperatur na obeh kopenskih masah.
Veliko pomembnejši dogodek med spremembami podnebja Zemlje je bila odcepitev Južne Amerike v obdobju oligocena, pred verjetno 30 milijoni let. Z odpiranjem Drakeovega preliva je izginila zapora, ki je preprečevala vdor hladnih voda Južnega oceana v tople tropske vode. Zaradi mešanja voda je nastal hladni cirkumpolarni tok, Antarktika pa je postal to, kar je še danes: hladna celina, ki je vklenila velik del svetovne zaloge vode. Povprečne temperature morij so se spustile za 10 stopinj Celzija, podobno pa se je ohladilo tudi celotno svetovno ozračje.
Pred 15 milijoni let, v času, ko je Nova Gvineja začela trkati ob Azijo in še enkrat pričela z dvigovanjem gorstev, se je Južna Amerika spojila s Severno Ameriko preko panamske ožine. S tem je bilo prekinjeno kroženje tople oceanske vode in vzrok za nastanek Arktike.
Gondvano je poimenoval raziskovalec Eduard Suess po indijski regiji Gondwana, kjer so bila najdena geološka obeležja stare veleceline.